# 엘비스 황혼에 지다
엘비스 황혼에 지다(This Is Elvis)는 미국에서 제작된 말콤 레오, 앤드류 솔트 감독의 1981년 다큐멘터리 영화이다. 데이빗 스콧 등이 주연으로 출연하였고 앤드류 솔트 등이 제작에 참여하였다.

## 출연

### 주연
- 데이빗 스콧

## 제작진
- 공동제작: 마이클 A. 블룸
- 협력프로듀서: 보니 피터슨